# Everitt-Metzger-Flanders Company

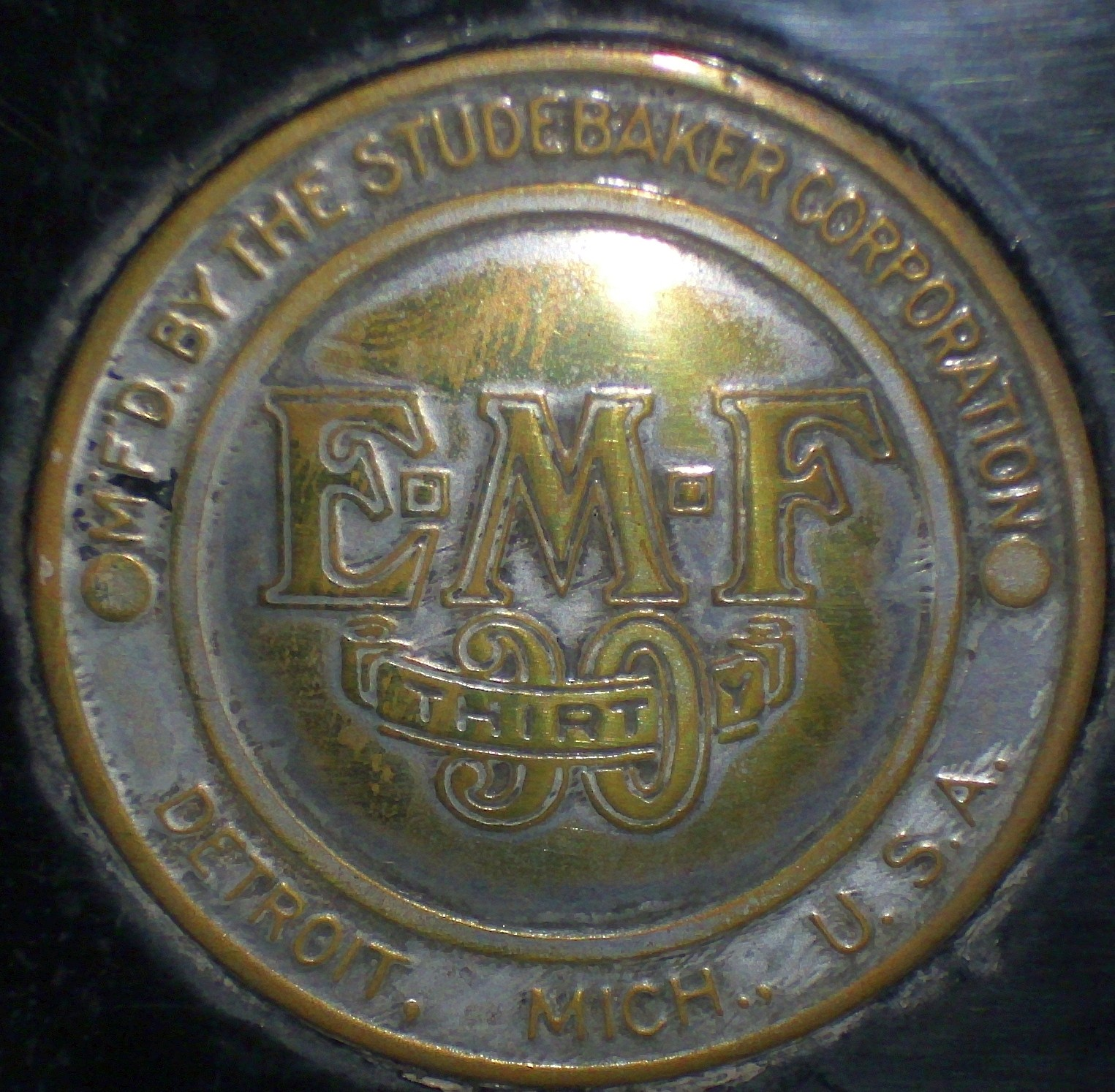
Emblem

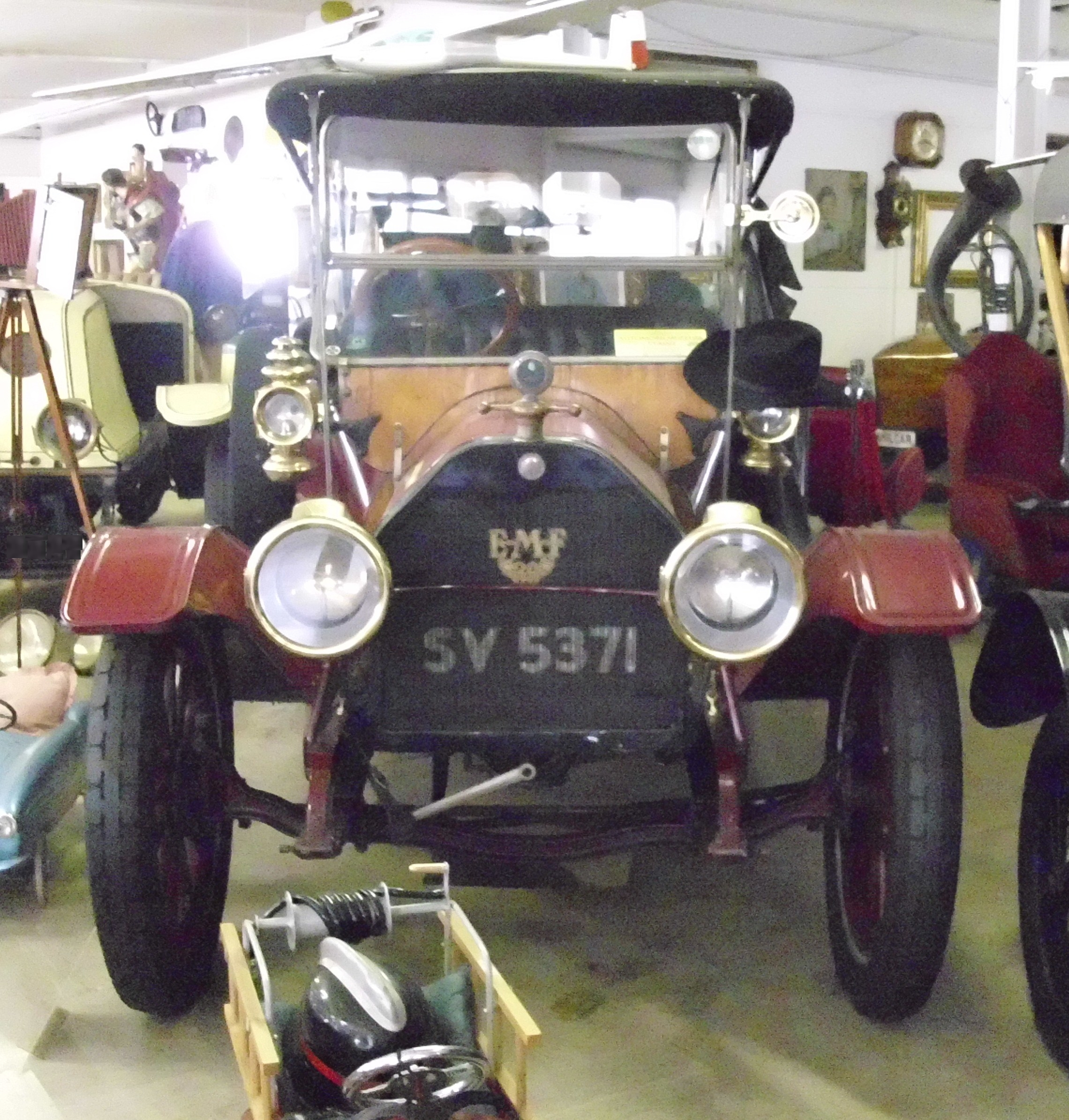
EMF von 1912 (Front)

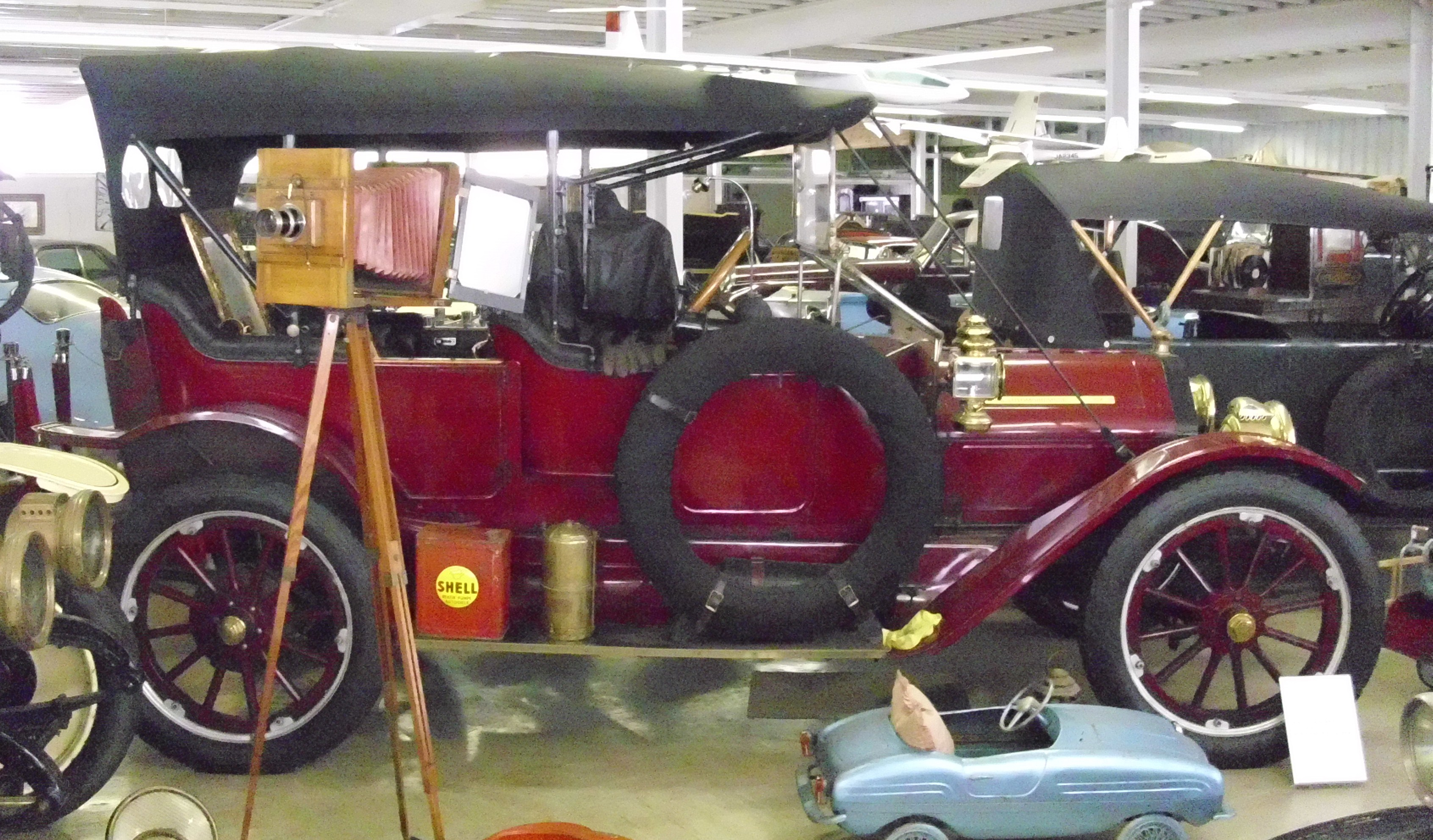
EMF von 1912 (Seitenansicht)

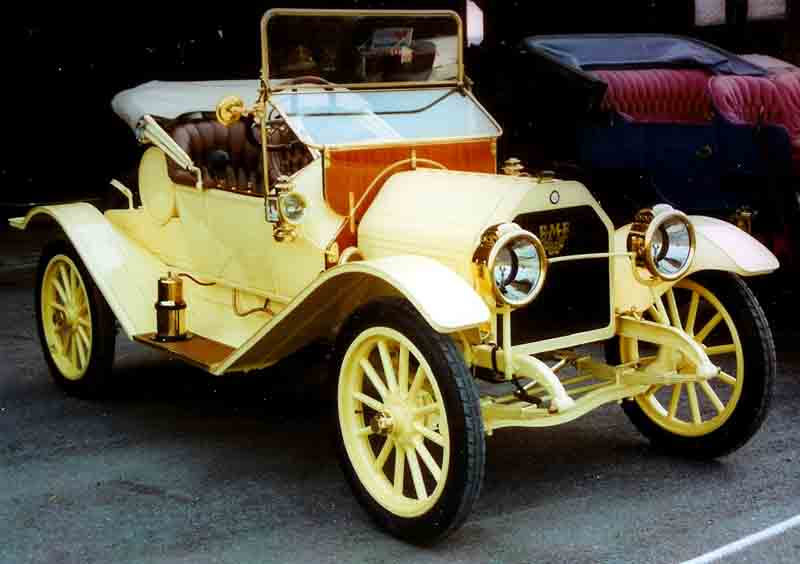
EMF Model 30 Roadster (1912)

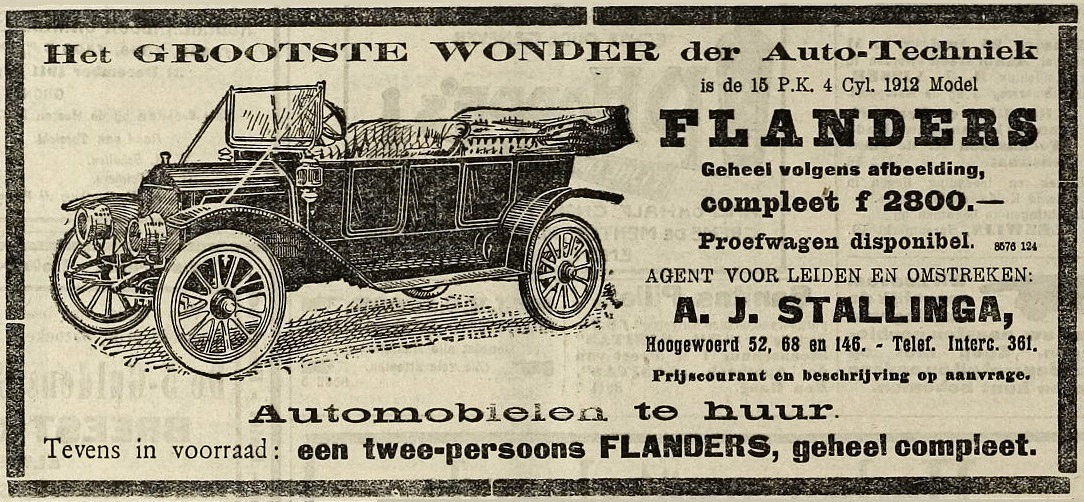
Anzeige aus den Niederlanden, 1912

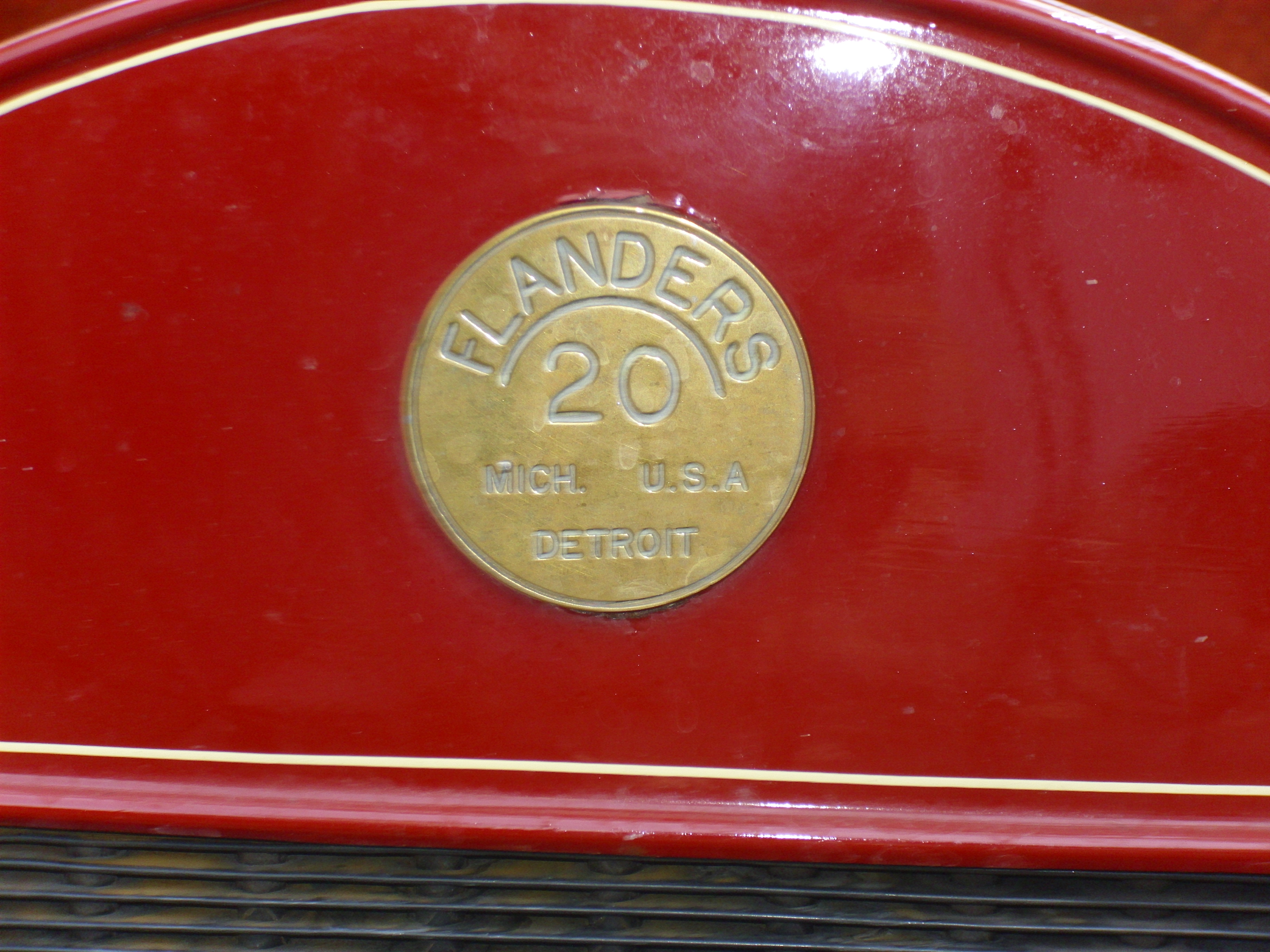
Emblem

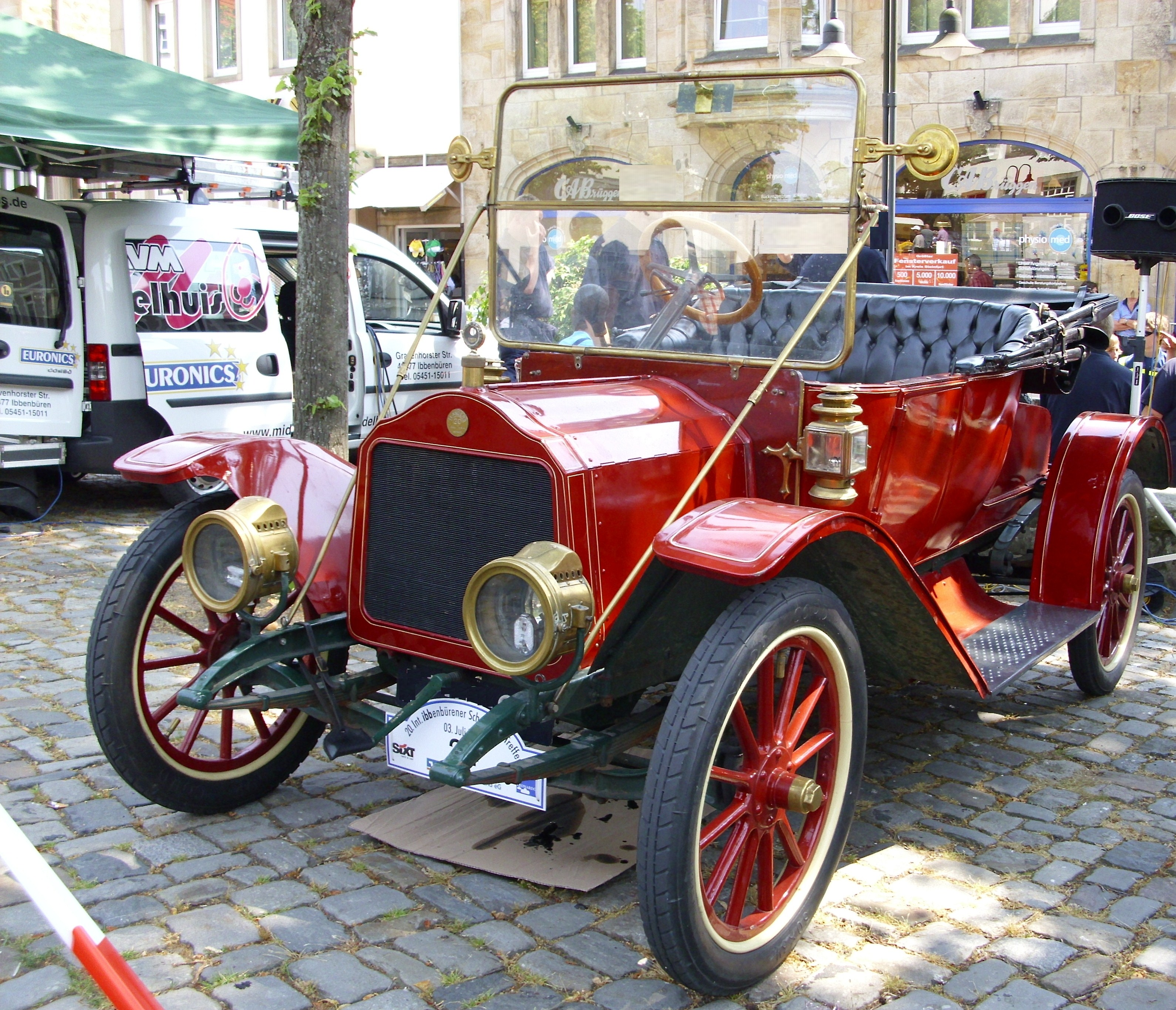
Flanders Model 20 von 1910

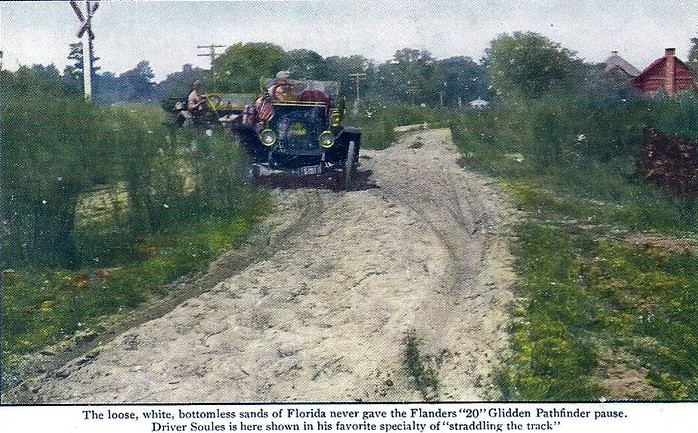
Ein Flanders Modell 20 bei den Vorbereitungen zur Glidden Tour 1911 von New York nach Jacksonville (Florida). Das Fahrzeug nahm auch an der Prüfung teil und absolvierte sie fehlerfrei.

Die Everitt-Metzger-Flanders Company war ein früher US-amerikanischer Automobilhersteller aus Detroit, der von 1908 bis 1912 produzierte. Der Name der Gesellschaft leitet sich von den Nachnamen seiner drei Gründer her: Barney Everitt, ein Stellmacher aus Detroit, William Metzger, früher bei Cadillac tätig und Walter Flanders, Betriebsleiter bei Henry Ford.

## Ursprünge

### Everitt
Byron F. „Barney“ Everitt wurde 1872 in Ridgetown (Ontario) geboren und lernte den Wagenbau in Chatham. In den frühen 1890er Jahren arbeitete er für die Wagnerei Hugh Johnson in Detroit. 1899 eröffnete er seinen eigenen Betrieb und erfüllte Aufträge von Ransom Olds und Henry Ford. Etwa 1904 montierte der sein erstes Automobil, den Wayne. Von 1909 bis 1912 stellte er Automobile unter seinem eigenen Namen her.

### Metzger
William E. Metzger wurde 1868 in Peru (Illinois) geboren. Er war einer der ersten Autoverkäufer, Käufer und Wiederverkäufer, und eröffnete in den späten 1890er Jahren das vermutlich erste Autohaus in Detroit. Er war eine Schlüsselfigur in der „Vereinigung lizenzierter Automobilhersteller“ (Association of Licensed Automobile Manufacturers) und organisierte erste Autorennen in Grosse Pointe. 1902 verband er sich mit der Northern Manufacturing Company und arbeitete auch mit Cadillac zusammen, indem er ihnen Bestellungen auf der New York Automobile Show im Januar 1903 verschaffte.

### Flanders
Walter E. Flanders wurde 1871 in Rutland (Vermont) geboren. Er war Mechaniker, lernte bei der Singer Corporation die Reparatur und Wartung von Nähmaschinen und arbeitete dann in den späten 1890er Jahren bei der Maschinenfabrik Thomas S. Walburn in Cleveland (Ohio). Diese Firma bekam einen Auftrag über 1.000 Kurbelwellen von Henry Ford und schaffte es, den Auftraggeber zu beeindrucken. In den frühen 1900er Jahren arbeitete Flanders wiederum mit Walburn zusammen, diesmal für Ford im Ford-Piquette-Werk Ecke Puiquette Street/Beaubien Street in Detroit. Flanders wurde Betriebsleiter in diesem Werk, wo er auch mit zwei späteren Vizepräsidenten von Ford, Peter E. Martin und Charles E. Sorensen, zusammenarbeitete. Diese beiden Herren folgten Flanders auch auf seinem Posten nach, als dieser plötzlich am 21. April 1908 kündigte. Flanders’ Spezialität war die Installation rationeller Fertigungsprozesse und -methoden in dem Werk, in dem die Ingenieure im Spätjahr 1907 das T-Modell entwickelten, dessen Produktion 1908 begann und das vermutlich zur Erfindung des modernen Fließbandes führte, als die Nachfrage 1910 enorm anstieg.

## Unternehmensgeschichte
Das Unternehmen wurde am 2. Juni 1908 gegründet. Es stellte ab 1908 Modelle eigener Konstruktion her und vereinbarte mit der Studebaker Brothers Manufacturing den Verkauf über deren Kutschenhändlernetz. Der Markenname lautete EMF, auch in den Schreibweisen E-M-F, E.M.F. und E·M·F. Die Produktion fand unter anderen in den ehemaligen Werken von Wayne und Northern statt. Für das junge Karosseriebauunternehmen Fisher Body Co. war die Lieferung von Werksaufbauten der erste Großauftrag.
1909 verließen Everitt und Metzger das Unternehmen. Flanders leitete es nun alleine. Er führte zusätzlich die Marke Flanders ein. In den beiden ersten Jahren ihres Bestehens hatte EMF Fahrzeuge im Wert von US$ 21 Mio. verkauft und US$ 3 Mio. Gewinn erwirtschaftet. In Detroit war EMF mit 5700 Angestellten der zweitgrößte Arbeitgeber, hinter General Motors mit 10.000 und vor Packard mit 4640 respektive Ford mit 2595.
In der zweiten Hälfte des Jahres 1909 verschlechterten sich die Beziehungen zur Studebaker Brothers Manufacturing Company. Das Unternehmen hatte mit John M. Studebakers Schwiegersohn Frederick Samuel Fish (1852–1936) einen neuen Präsidenten bekommen. Fish hatte im Unternehmen bereits früher Automobilprojekte wie den Studebaker Electric und die Kooperation mit Tincher und Garford vorangetrieben. Er sah nun eine Chance, die Kontrolle von EMF zu übernehmen. Das Mittel der Wahl war eine Feindliche Übernahme: Fish ordnete an, dass Studebaker keine Fahrzeuglieferungen mehr akzeptierte und ging davon aus, dass Flanders dadurch zu Verkaufsverhandlungen gezwungen würde, bei denen Studebaker die Bedingungen diktieren könnte. Flanders wehrte sich zunächst erfolgreich. Er kündigte am 9. Dezember 1909 die Auflösung des Vertrags mit Studebaker wegen Nichterfüllung an. Dadurch verloren die Studebaker-Vertretungen ihre EMF-Franchise. Flanders begann gleichzeitig, Autohändler anzuwerben. Den vier größten der ehemaligen Wiederverkäufer bot er Gebietsvertretungen an. Innert zwei Wochen stand das neue EMF-Vertriebsnetz, ohne dass es zu einem Produktionsunterbruch oder einem finanziellen Engpass gekommen wäre. Fish konterte mit einer Klage gegen EMF; dieses Verfahren verlor er aber, weil seitens Studebaker ein Vertragsbruch vorlag. In einem nächsten Schritt trat Fish an die ehemaligen Besitzer der Wayne Automobile Company und der Northern Motor Car Compny heran. Diese waren für den Verkauf ihrer Unternehmen mit EMF-Aktien abgegolten worden, für die Studebaker nun ein Kaufangebot unterbreitete. Die Verhandlungen für Studebaker führte die Bank J. P. Morgan. Am 10. März 1910 war der Kauf abgeschlossen. Studebaker war nun nicht nur Mehrheitseigentümer an EMF, sondern sogar alleiniger Besitzer, weil auch Flanders seine Anteile verkauft hatte. Das machte ihn, wie zuvor Everitt und Metzger, zu einem reichen Mann und ermöglichte andere Automobilprojekte: Flanders Manufacturing Company (1912–1913), Flanders Motor Company (1913) und Flanders Electric Company (1914–1915). Von den neuen Eigentümern erhielt Flanders einen Dreijahresvertrag als EMF-Geschäftsführer. Insgesamt kostete der Deal Studebaker US$ 5 Mio.
Am 14. Februar 1911 entstand die Studebaker Corporation aus der Fusion von Studebaker Brothers Manufacturing mit der Everitt-Metzger-Flanders Company mit einem Kapital von US$ 15,4 Mio. Mittels Ausgabe von weiteren Vorzugsaktien (ohne Stimmrecht) wurde es aus US$ 23,7 Mio. erhöht. Ziel war es, Studebakers zahlreiche Aktivitäten und Beteiligungen unter einem Dach zusammenzufassen.  Fish wurde Präsident der neuen Gesellschaft, Flanders blieb bis 1912 verantwortlich für die Automobilsparte. Im gleichen Jahr wurden die Markennamen EMF und Flanders fallen gelassen, alle Automobile wurden nun als Studebaker verkauft.

## Fahrzeuge

### Markenname EMF
Das einzige Modell war der EMF Thirty. Er hatte einen Vierzylindermotor mit 30 PS Leistung. Die ersten Fahrzeuge hatten Probleme mit überhitzten Motoren. Konkurrenten und Spötter sagten bald, dass EMF für „Every Morning Fix-it“ (Jeden Morgen eine Reparatur), „Every Mechanical Fault“ (Jede Art von mechanischem Fehler) oder „Every Miss Fire“ (Jede Art von Fehlzündungen) stünde. Querelen zwischen den Eignern führten zu weiteren Problemen.
Trotz der Probleme hatte EMF seinen eigenen, wachsenden Markt. 1909 war EMF an vierter Stelle (mit 7.960 hergestellten Fahrzeugen) der US-amerikanischen Automobilhersteller und musste sich nur Ford, Buick und Maxwell geschlagen geben. Cadillac nahm die fünfte Stelle ein. 1910 baute die Gesellschaft 15.020 Automobile und nahm wiederum den vierten Platz hinter Ford, Buick und Overland ein. 1911 war es schon der zweite Platz mit 26.827 hergestellten Automobilen.
Von 1908 bis 1909 hatte das Fahrgestell 269 cm Radstand. 1910 wurde der Radstand auf 274 cm verlängert und 1912 auf 284 cm. Verschiedene Aufbauten wie Tourenwagen, Tourabout, Roadster und Coupé standen zur Wahl.
| Jahr      | Modell   | Zylinder | Leistung (PS) | Radstand (cm) | Aufbau                                                                             |
| --------- | -------- | -------- | ------------- | ------------- | ---------------------------------------------------------------------------------- |
| 1908–1909 | Model 30 | 4        | 30            | 269           | Tourenwagen 5-sitzig, Tourabout 4-sitzig, Demi-Tonneau 4-sitzig, Roadster 3-sitzig |
| 1910      | Model 30 | 4        | 30            | 274           | Tourenwagen 5-sitzig                                                               |
| 1911      | Model 30 | 4        | 30            | 274           | Tourenwagen 5-sitzig, Coupé, Roadster 2-sitzig                                     |
| 1912      | Model 30 | 4        | 30            | 284           | Fore-Door Tourenwagen 5-sitzig, Demi-Tonneau 4-sitzig, Roadster 2-sitzig, Coupé    |

### Markenname Flanders
Das einzige Modell war Flanders Model 20. Er hatte einen Vierzylindermotor mit 20 PS Leistung. 92,075 mm Bohrung und 95,25 mm Hub ergaben 2537 cm³ Hubraum. Der Radstand betrug zunächst 254 cm und ab 1912 259 cm. Die Fahrzeuge waren als Runabout, Tourenwagen, Roadster, Suburban und Coupé erhältlich.
| Jahr | Modell   | Zylinder | Leistung (PS) | Radstand (cm) | Aufbau                                                                                        |
| ---- | -------- | -------- | ------------- | ------------- | --------------------------------------------------------------------------------------------- |
| 1910 | Model 20 | 4        | 20            | 254           | Runabout 2-sitzig, Tourenwagen 4-sitzig                                                       |
| 1911 | Model 20 | 4        | 20            | 254           | Runabout 2-sitzig, Roadster 3-sitzig, Suburban 4-sitzig, Coupé 3-sitzig                       |
| 1912 | Model 20 | 4        | 20            | 259           | Tourenwagen 4-sitzig, Suburban 4-sitzig, Runabout 2-sitzig, Roadster 3-sitzig, Coupé 3-sitzig |

## Das EMF-Werk

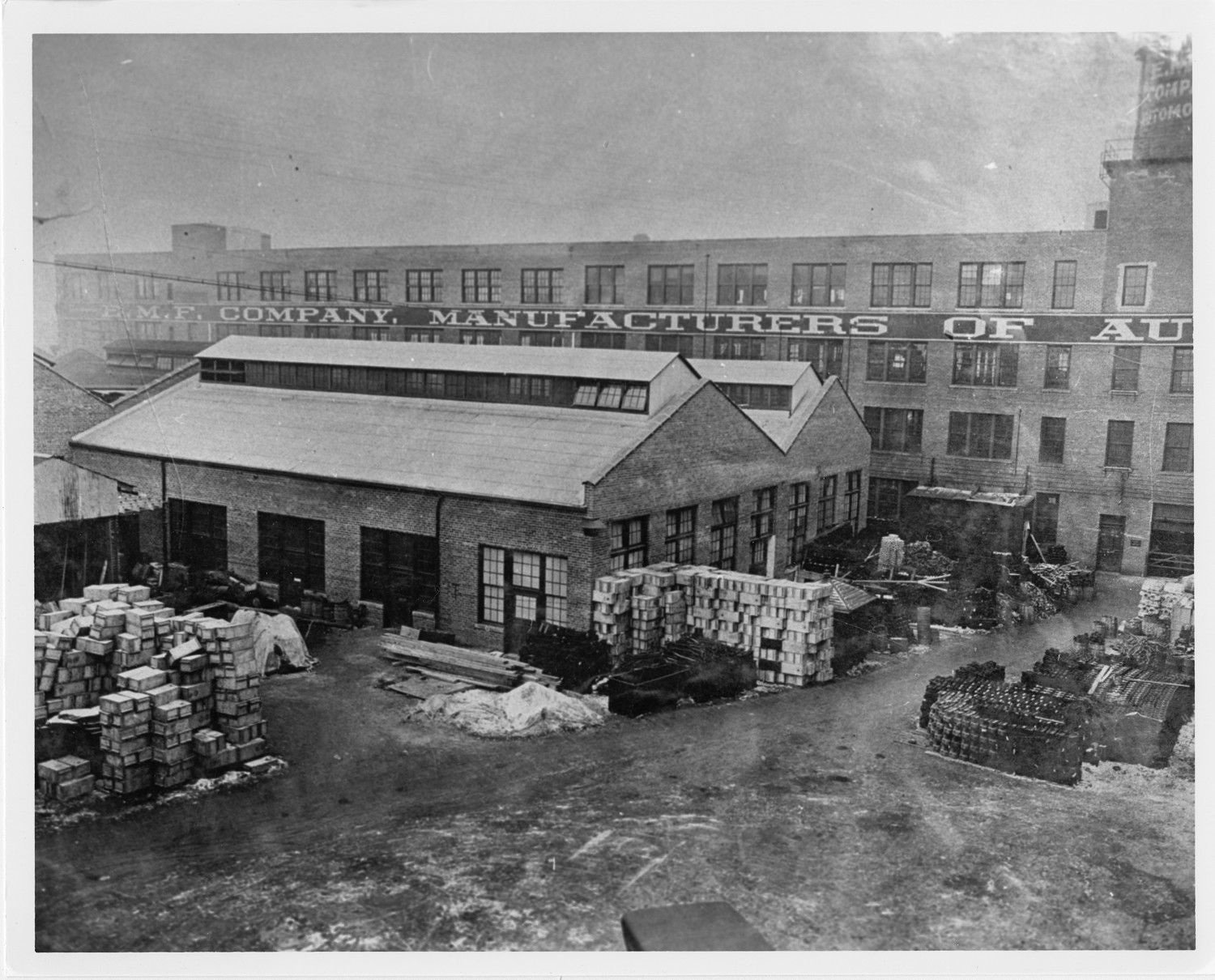
Everitt-Metzger-Flanders Company Werk. Leider ist unklar, ob die früheren Wayne- oder De Luxe-Anlagen abgebildet sind.

Die Studebaker Corporation legte ihre eigentliche Automobilproduktion kurz nach der Übernahme von EMF im Stammwerk in South Bend (Indiana) zusammen. Sie nutzte die EMF-Anlagen noch für die Herstellung der Erskine- und Rockne-Automobile bis Anfang 1933; die letzten Rockne entstanden ebenfalls in South Bend.
Am 20. Juni 2005 fing das ehemalige EMF-Werk in der Piquette Street Feuer und brannte in wenigen Stunden bis auf die Grundmauern nieder.

## Trivia
Die drei ursprünglichen Firmeneigner, Everitt, Metzger und Flanders, gründeten 1922 zusammen mit Eddie Rickenbacker die Rickenbacker Motor Company, die bis 1927 bestand.